# بارتولا
بارتولا (به لاتین: Bartula) یک منطقهٔ مسکونی در مونته‌نگرو است که در بار، مونته‌نگرو واقع شده‌است. بارتولا ۳۴۲ نفر جمعیت دارد.